# 무릉초등학교 운일분교
무릉초등학교 운일분교는 대한민국 강원특별자치도 영월군 무릉도원면 운학리 1320에 있었던 공립 초등학교이다.

## 학교 연혁
- 1963년 11월 22일: 운학국민학교 서운분교장 설립인가
- 1969년 3월 1일: 운일국민학교로 승격
- 1984년 3월 1일: 두산국민학교 운일분교장으로 개편
- 1995년 3월 1일: 무릉국민학교 운일분교장으로 소속변경
- 1996년 3월 1일: 무릉초등학교 운일분교로 명칭 변경
- 2000년 3월 1일: 폐교, 원주 황둔초등학교로 통합